# William Bloke
William Bloke — студийный альбом английского фолк-рок музыканта Билли Брэгга, изданный 10 сентября 1996 года на лейбле Cooking Vinyl.
Он достиг 16-го места в UK Albums Chart. Единственный сингл из альбома, «Upfield», был на 46-й позиции в UK Singles Chart в августе 1996 года. Название альбома — это каламбур в честь английского поэта XVIII века Уильяма Блейка.

## История
После выхода в 1991 г. альбома Don’t Try This at Home Билли Брэгг стал отцом в 1993 году и взял тайм-аут, чтобы сосредоточиться на отцовстве, а затем записал альбом William Bloke в 1996 году. Брэгг говорил, что альбомы, которые он делал в 1980-х, были «идеологически политическими», потому что именно так он воспринимал свою страну — Великобританию. Однако к середине 1990-х годов он почувствовал, что все перешло в «менее ясную фазу», а его семейная жизнь полностью изменилась, «эти две вещи вы и слышите на альбоме».
Лирика альбома затрагивает такие темы, как утраченный идеализм («From Red to Blue»), сожаление о потере детских мечтаний («The Space Race Is Over»), скрытая революция («A Pict Song»), романтика («The Fourteenth of February»), домашнее хозяйство и отцовство («Brickbat»), и семейные ценности («King James Version»).

## Отзывы
| Оценки критиков      | Оценки критиков |
| Источник             | Оценка          |
| -------------------- | --------------- |
| Allmusic             | [ 8 ]           |
| Alternative Press    | [ 9 ]           |
| Entertainment Weekly | B               |
| NME                  | (7/10)          |
| Q                    | [ 9 ]           |
| Rolling Stone        | [ 11 ]          |
| Spin                 | (7/10)          |

Альбом получил положительные отзывы музыкальной критики и интернет-изданий.
Марк Деминг из AllMusic отметил, что «William Bloke стал самым спокойным и музыкально лаконичным альбомом Брэгга со времён Talking with the Taxman About Poetry. Однако ещё более поразительным является мрачный тон альбома: философская неуверенность в „From Red to Blue“, потеря невинности в „The Space Race Is Over“ и разрушение отношений в „Brickbat“ — William Bloke звучит как работа человека, несколько подавленного окружающим миром и не знающего, что с этим делать — что совсем не похоже на то, как обычно звучит Билли Брэгг». Рецензент сделал вывод: «William Bloke — это работа человека, застрявшего в творческой колее, и хотя здесь все ещё есть вещи, которые стоит услышать, они преобладают над песнями, которые больше говорят о личных разочарованиях Брэгга, чем о его музе».

## Список композиций
Источники
Все треки написаны Билли Брэггом, кроме указанных.
1. «From Red to Blue» — 3:21
2. «Upfield» — 4:07
3. «Everybody Loves You Babe» — 3:10
4. «Sugar Daddy» — 4:37
5. «A Pict Song» (слова: Rudyard Kipling) — 4:56
6. «Brickbat» — 3:14
7. «The Space Race Is Over» — 4:26
8. «Northern Industrial Town» — 2:58
9. «The Fourteenth of February» — 3:27
10. «King James Version» — 3:21
11. «Goalhanger» — 3:47

Скрытый бонусный трек на виниловом издании
1. «Qualifications» — 1:48

2006 (переиздание бонусного компакт-диска CD)
1. «As Long As You Hold Me» [demo, ноябрь 1994] — 3:26
2. «Who’s Gonna Shoe Your Pretty Little Feet» (слова и музыка Вуди Гатри) [demo, август 1995] — 1:42
3. «Sugardaddy» [demo, October 1995] — 4:07
4. «Space Race Is Over» [demo, октябрь 1995] — 5:10
5. «Goalhanger» [demo, октябрь 1995] — 2:43
6. «Upfield» [demo, октябрь 1995] — 5:03
7. «Fourteenth of February» [demo, февраль 1996] — 3:26
8. «Qualifications» [бонусный трек винилового издания LP, июнь 1996] — 1:48
9. «Never Had No One Ever» (Morrissey, Johnny Marr) [из The Smiths Is Dead; август 1996] — 3:40
10. «Thatcherites» (музыка: народная) [сторона B из «Upfield»; из William Bloke sessions] — 4:13
11. «All Fall Down» (Alan Hull) [февраль 1997] — 3:34